# Pakit Santhisiri
Pakit Santhisiri (taj. ปกิต สันติศิริ ;ur. 11 września 1948) – tajski judoka. Olimpijczyk z Montrealu 1976, gdzie zajął dziewiąte miejsce w wadze lekkiej.

## Letnie Igrzyska Olimpijskie 1976
| Konkurencja | Eliminacje                  | Eliminacje              | Repasaże               | Klas. końcowa |
| Konkurencja | Przeciwnik I                | Przeciwnik II           | Przeciwnik I           | Miejsce       |
| ----------- | --------------------------- | ----------------------- | ---------------------- | ------------- |
| 63 kg       | Larseric Flygh (SWE) Z (WO) | Chang Eun-kyung (KOR) P | Erich Pointner (AUT) P | 9.            |